# Président de la république du Mozambique
Le président de la république du Mozambique (en portugais : Presidente da República de Moçambique) est le chef de l'État du Mozambique. Il est le dirigeant de la république populaire du Mozambique à la suite de son indépendance du Portugal le 25 juin 1975, puis de la république du Mozambique depuis le 1er décembre 1990.

## Pouvoirs
Le président est le chef de l'État et du gouvernement et le commandant en chef des forces armées. Il est considéré comme un des symboles de l'unité nationale et le garant de la Constitution. Il nomme également le Premier ministre, les autres membres du gouvernement, les gouverneurs de provinces et d'autres hauts fonctionnaires.

## Système électoral
Le président est élu au suffrage universel direct  uninominal majoritaire à deux tours pour un mandat de cinq ans, renouvelable une seule fois.